# راک‌یو
راک‌یو (به انگلیسی: RockYou)، شرکتی بود که ویجت‌هایی را برای مای‌اسپیس توسعه داد و برنامه‌هایی را برای شبکه‌های اجتماعی مختلف و فیس بوک پیاده‌سازی کرد. از سال ۲۰۱۴، عمدتاً به خرید حقوق بازی‌های ویدیویی کلاسیک پرداخته‌است. تبلیغات درون بازی را ترکیب می‌کند و بازی‌ها را دوباره توزیع می‌کند. همچنین رمزهای نشت شده از این شرکت، به‌عنوان یکی از قوی‌ترین دیکشنری‌ها در حملات جستجوی فراگیر (brute-force) مورد استفاده قرار می‌گیرد.

## تاریخچه
راک‌یو مستقر در سانفرانسیسکو، کالیفرنیا، در سال ۲۰۰۵ توسط لنس توکودا و جیا شن تأسیس شد. اولین محصول این شرکت، یک سرویس نمایش اسلاید، برای کار به عنوان یک ویجت برنامه طراحی شد. کاربردهای بعدی شامل اشکال مختلف پست صوتی، سبک سازی متن و عکس و بازی‌ها بود. از دسامبر ۲۰۰۷، این موفق‌ترین سازنده ویجت برای پلتفرم فیس‌بوک از نظر کل نصب بود.
در می ۲۰۰۷، راک‌یو یکی از شرکت‌هایی بود که برای شرکت در F8 دعوت شد، رویدادی که در آن فیس‌بوک را پلتفرمی باز اعلام کرد که به اشخاص ثالث اجازه می‌داد تا برنامه‌های نرم‌افزاری خود را در وب‌سایت فیس‌بوک توسعه دهند و کار کنند. برنامه‌های کاربردی ساخته شده برای فیس بوک عبارتند از Super Wall, "Hug Me", Likeness, Vampires, Slideshows, Birthdays, MyGifts، و Emote و غیره.
در دسامبر ۲۰۰۹، راک‌یو با نشت داده‌ها مواجه شد که منجر به افشای بیش از ۳۲ میلیون حساب کاربری شد. این امر ناشی از ذخیره داده‌های کاربر در یک پایگاه داده رمزگذاری نشده (از جمله رمزهای عبور کاربر در متن ساده به جای استفاده از هش رمزنگاری) و عدم اصلاح یک آسیب‌پذیری ده ساله SQL است. راک‌یو نتوانست گستردگی نشتی اطلاعات را به کاربران ارائه دهد و میزان نشتی اطلاعات را به اشتباه اطلاع داده‌است.
در اکتبر ۲۰۱۰، شرکت اخراج‌های عمده ای را داشت. در نوامبر ۲۰۱۰، بنیانگذار شرکت و مدیر عامل شرکت، لنس Tokuda، را از موقعیت خود به عنوان مدیر عامل شرکت عزل کرد و بعد از آن توسط لیزا مارینو در آوریل ۲۰۱۱ جایگزین شد.
در سال ۲۰۱۱، این شرکت موافقت کرد که تحت بررسی دو گروه امنیتی مستقل قرار گیرد تا بتواند به یک اقدام دسته جمعی در مورد نشت داده‌ها (که در سال ۲۰۰۹ که میلیون‌ها رمز عبور و آدرس ایمیل را فاش کرد) دست پیدا کند.
در سال ۲۰۱۲، این شرکت هزینه‌های کمیسیون تجارت فدرال را تسویه کرد. این تسویه حساب ادعاهای فریبنده آتی توسط شرکت در مورد حفظ حریم خصوصی و امنیت داده‌ها را ممنوع کرد، آن را ملزم به اجرای و حفظ یک برنامه امنیت داده‌ها کرد، از نقض آتی قانون حفاظت از حریم خصوصی آنلاین کودکان (COPPA) جلوگیری کرد و آن را برای تسویه هزینه‌های COPPA ملزم به پرداخت جریمه مدنی ۲۵۰۰۰۰ دلاری کرد.
در سال ۲۰۱۹، راک‌یو بازی محبوب پوکر PurePlay خود را بدون اطلاع قبلی تعطیل کرد. اندکی بعد، وب سایت شرکت راک‌یو تعطیل شد.
در فوریه ۲۰۱۹، پس از چندین پست فیس بوک مبنی بر تبلیغ «اخبار هیجان انگیز» و برنامه ای برای ارتقاء سرورها، راک‌یو بسته شدن The Godfather: Five Families را اعلام کرد. و به بازیکنان «اخطار ۵ روز» داده شد.
در ۱۳ فوریه ۲۰۱۹، راک‌یو برای فصل ۷ قانون ورشکستگی در دادگاه ورشکستگی ایالات متحده برای ناحیه جنوبی نیویورک ثبت نام کرد.

### نشت داده‌ها
در دسامبر ۲۰۰۹، این شرکت با نشت اطلاعات مواجه شد که منجر به افشای بیش از ۳۲ میلیون حساب کاربری شد. این شرکت از یک پایگاه داده رمزگذاری نشده برای ذخیره داده‌های حساب کاربری، از جمله رمزهای عبور متن ساده (برخلاف هش رمز عبور) برای سرویس خود، و همچنین گذرواژه‌های حساب‌های متصل در سایت‌های شریک (از جمله فیس‌بوک، مای اسپیس، و سرویس‌های ایمیل وب) استفاده کرد. راک‌یو همچنین رمز عبور رمزگذاری نشده را برای کاربر در طول بازیابی حساب ایمیل می‌کند. آنها همچنین اجازه استفاده از کاراکترهای خاص در رمزهای عبور را نمی‌دادند. هکرها از یک آسیب‌پذیری ۱۰ ساله SQL برای دسترسی به پایگاه داده استفاده کردند. این شرکت چند روز طول کشید تا کاربران را پس از این حادثه مطلع کند و در ابتدا به اشتباه گزارش داد که این نقض تنها زمانی بر برنامه‌های قدیمی‌تر تأثیر می‌گذارد که واقعاً همه کاربران راک‌یو را تحت تأثیر قرار می‌دهد.
لیست کامل گذرواژه‌هایی که در نتیجه نشت داده‌ها فاش شده‌اند در کالی لینوکس موجود است و از زمان راه‌اندازی آن در سال ۲۰۱۳ وجود داشته‌است. به دلیل دسترسی آسان و طول جامع آن، معمولاً در حملات بروت فورس به روش دیکشنری استفاده می‌شود.

## شبکه‌های جتماعی و بازی‌ها
- یکنوع بازی شبیه لوتو Blingo
- پوکر راک‌یو
- باغ وحش جهانی کلاسیک
- زندگی دختر شهر
- کلمات شگفت‌انگیز
- باغ‌های زمان
- آشپزی
- نانوایی بلیتز
- شکوه رم
- پادشاهی‌های کملوت
- اژدهایان آتلانتیس
- ماجراهای برایت وود
- تکه‌های استعداد
- ماجراهای پیشگام
- هجوم آوردن به طلا
- جزیره گمشده
- جزیره آتشفشانی
- دنیای جدید
- جزیره جمجمه
- پوکر سریع
- اسلات‌های Kahzuu
- Solitare Arena
- Solitare 3 Arena
- شکاف‌های خوش شانس
- جنگ ملل
- جنگ پنگوئن‌های دیوانه
- طالع بینی
- راک‌یو Live
- مسابقه سرعت
- دنیای باغ وحش
- باغ وحش جهان ۲
- کارت‌های تولد
- بغلم کن
- Edgeworld
- دنیای قهرمان
- کازینوی من
- زمین اسباب بازی
- حیوانات خانگی فوق‌العاده
- فیلم رعد اسا
- پدرخوانده: پنج خانواده
- بازی اجتماعی مردگان متحرک
- جکپات یکنوع بازی شبیه لوتو
- دنیای بازار
- طراح مد
- زامبی لین
- شهر میلیونر
- پوکر PurePlay
- حمله ارتش[۱۴]